# Đài thiên văn Lowell
Đài thiên văn Lowell là một đài thiên văn thiên văn học ở Flagstaff, Arizona, Hoa Kỳ. Đài thiên văn Lowell được thành lập năm 1894, là một trong số đài thiên văn lâu đời ở Hoa Kỳ, và được xét là một di tích Lịch sử Quốc gia Hoa Kỳ vào năm 1965. Năm 2011, đài thiên văn được có tên trong "100 nơi quan trọng nhất trên thế giới" theo tạp chí TIME.

## Nghiên cứu thêm
- Strauss D. (1994). "Lowell, Percival, Pickering, W.H. and the founding of the Lowell Observatory". Annals of Science. Quyển 51 số 1. tr. 37–58. doi:10.1080/00033799400200121.
- David Strauss, Percival Lowell: The Culture and Science of a Boston Brahmin (Cambridge: Harvard University Press, 2001)
- William Graves Hoyt, Lowell and Mars (Tucson: University of Arizona Press, 1976)
- William Lowell Putnam, The Explorers of Mars Hill: A Centennial History of Lowell Observatory, 1894-1994 (New Hampshire: Phoenix Publishing, 1994)